# 廣島吳道路
廣島吳道路（日语：／ Hiroshima-Kure dōro */?）是從廣島縣廣島市南區至廣島縣吳市的地域高規格道路（一般國道31號繞道）。除了有吳線（クレアライン）的暱稱外，亦有廣吳道（広呉道／ひろくれどう）的略稱。西日本高速公路以收費道路方式管理。高速公路路線編號為 E31 。
本道路屬於快速道路，125 cc以下的二輪機車（自動二輪車）、摩托化自行車（原動機付自転車）禁止通行。

## 概要
- 起點：廣島市南区仁保沖町[2]
- 終點：吳市西中央五丁目[2]
- 全長：15.9 公里[2]
- 車道數
  - 仁保系統交流道 - 坂北交流道：4車道（速限：60 km/h，但全通前（仁保交流道 - 坂交流道時代）速限為 70 km/h）
  - 坂北交流道 - 吳交流道：暫定2車道[3]（速限：60 km/h）
- 償還完畢預定日：2020年11月28日[4]

## 歷史
- 1970年8月28日：1期工程動工[5]
- 1971年11月15日：2期工程動工[6]
- 1974年5月15日：1期工程完工[7]
- 1974年5月29日：仁保交流道 - 坂交流道通車，回數券開始販售[8]
- 1989年4月20日：天應交流道 - 吳交流道通車[9]
- 1996年8月30日：全線通車[10]，坂交流道改稱坂北交流道；天應交流道改稱天應東交流道
- 1998年3月19日：工程完工[11]
- 2008年8月31日：回數券停止販售
- 2008年9月1日 : ETC車道啟用[12]
- 2009年1月31日：回數券停止利用
- 2010年4月26日：隨廣島高速2號線仁保出入口啟用，仁保交流道廢除使用
- 2010年6月28日 : 被指定為高速公路免費化實驗路線（日语：高速道路無料化#高速道路無料化社会実験），免通行費（但從2011年6月20日起暫停）。

## 相關項目
- 地域高規格道路列表（日语：地域高規格道路一覽）
- 中國地方道路列表
- 吳線 (高速巴士)（日语：クレアライン (高速バス)）
- 日本一般收費道路列表（日语：日本の一般有料道路一覧）

## 外部連結
- 西日本高速道路株式會社 （页面存档备份，存于）
- 廣島国道事務所 （页面存档备份，存于）
- 廣島高速道路公社 （页面存档备份，存于）